# Імператор Ґо-Ен'ю
Імператор Ґо-Ен'ю́ (яп. 後円融天皇, ごえんゆうてんのう, ґо-ен'ю тенно; 11 січня 1359 — 6 червня 1393) — 5-й Імператор Північної династії Японії, синтоїстське божество. Роки правління: 9 квітня 1371 — 25 травня 1382. Ім'я перекладається як «Пізній Ен'ю», що дає змогу низці дослідників називати його Ен'ю II.
З 1911 року в японській історіографії Імператори Південної династії почали вважатися представниками головної лінії Імператорського Дому, тому Імператор Ґо-Ен'ю став 5-м Імператором Північної династії періоду Нанбоку-тьо. До того часу Імператори Північної династії розглядалися як законні спадкоємці Імператорського Дому, відповідно Імператор Ґо-Ен'ю називався Імператором Японії.

## Біографія
Другий син імператора Ґо-Коґона. Його матір'ю була Накако, донька Хірохасі Канецуни. Замолоду звався Охіто. 1370 року його батько вступив у конфлікт з братом — відставним імператором Суко — через бажання зробити Охіто спадкоємцем трону. Зрештою за підтримки канрея Хосокава Йоріюкі Ґо-Коґон досяг бажаного, призначивши Охіто спадкоємцем трону. 1371 року його батько зрікся на користь останнього, ставши верховним імператором. 1374 року після смерті Ґо-Коґона став одноосібним імператором. Намагався відтіснити від справ сьогуна Асікаґа Йосіміцу, який по материнській лінії був стриєчним братом імператора. Проте Йосіміцу до 1378 року приборкав опозицію серед самураїв, й змусив імператора визнати його фактичну владу в державі. Водночас в цей період імператор скасував більшість придворних церемоній. З 1381 року став готуватися до зречення від трону, сподіваючись відновити боротьбу за владу як верховний імператор.
1382 року, незважаючи на спротив відставного імператора Суко, зрікся влади на користь свого сина — принца Мотохіто, що став відомим як імператор Ґо-Комацу. Втім розрахунок мати хоча би такий самий вплив на судові справи як його батько не виправдався. 1383 року імператор визнав сьогуна «головою усіх самураїв роду Мінамото». Проте до кінця року його стосунки з Асікаґа Йосіміцу погіршилися, оскільки Ґо-Ен'ю довідався про подружню зраду своєї дружини Сандзьо Іцуко з сьогуном. Це призвело до скасування всіх новорічних церемоній в імператорському палаці Сенто після того, а Йосіміцу повернуто кошти, які він пожертвував для них, у свою чергу аристократи з почту сьогуна відмовилися брати участь у панахиді за його батьком Ґо-Коґоном. У відповідь імператор важко поразнив Іцуко, а потім зачинився у власному буддійському вівтарі, погрожуючи сеппуку. Його відмовила від таких дій матір. Зрештою перебрався до палацу останньої, відійшовши від будь-яких справ.

## Генеалогічне дерево
|  |  |           |           |           |           |           |           |  |  |              |              |              |              |              |              |  |  |             |             |             |             |             |             |  |  | Харухіто            |                     |                     |                     |                     |                     |  |  |                    |                    |                    |                    |                    |                    |  |  |  |  |
|  |  |           |           |           |           |           |           |  |  |              |              |              |              |              |              |  |  |             |             |             |             |             |             |  |  |                     |                     |                     |                     |                     |                     |  |  |                    |                    |                    |                    |                    |                    |  |  |  |  |
|  |  |           |           |           |           |           |           |  |  |              |              |              |              |              |              |  |  |             |             |             |             |             |             |  |  |                     |                     |                     |                     |                     |                     |  |  |                    |                    |                    |                    |                    |                    |  |  |  |  |
|  |  | (1) Коґон | (1) Коґон | (1) Коґон | (1) Коґон | (1) Коґон | (1) Коґон |  |  | (3) Суко     | (3) Суко     | (3) Суко     | (3) Суко     | (3) Суко     | (3) Суко     |  |  | Йосіхіто    | Йосіхіто    | Йосіхіто    | Йосіхіто    | Йосіхіто    | Йосіхіто    |  |  | Садафуса            | Садафуса            | Садафуса            | Садафуса            | Садафуса            | Садафуса            |  |  | (102) Ґо-Ханадзоно | (102) Ґо-Ханадзоно | (102) Ґо-Ханадзоно | (102) Ґо-Ханадзоно | (102) Ґо-Ханадзоно | (102) Ґо-Ханадзоно |  |  |  |  |
|  |  | (1) Коґон | (1) Коґон | (1) Коґон | (1) Коґон | (1) Коґон | (1) Коґон |  |  | (3) Суко     | (3) Суко     | (3) Суко     | (3) Суко     | (3) Суко     | (3) Суко     |  |  | Йосіхіто    | Йосіхіто    | Йосіхіто    | Йосіхіто    | Йосіхіто    | Йосіхіто    |  |  | Садафуса            | Садафуса            | Садафуса            | Садафуса            | Садафуса            | Садафуса            |  |  | (102) Ґо-Ханадзоно | (102) Ґо-Ханадзоно | (102) Ґо-Ханадзоно | (102) Ґо-Ханадзоно | (102) Ґо-Ханадзоно | (102) Ґо-Ханадзоно |  |  |  |  |
|  |  |           |           |           |           |           |           |  |  |              |              |              |              |              |              |  |  |             |             |             |             |             |             |  |  |                     |                     |                     |                     |                     |                     |  |  |                    |                    |                    |                    |                    |                    |  |  |  |  |
|  |  | (2) Комьо | (2) Комьо | (2) Комьо | (2) Комьо | (2) Комьо | (2) Комьо |  |  |              |              |              |              |              |              |  |  |             |             |             |             |             |             |  |  |                     |                     |                     |                     |                     |                     |  |  | Садацуне           | Садацуне           | Садацуне           | Садацуне           | Садацуне           | Садацуне           |  |  |  |  |
|  |  |           | (2) Комьо | (2) Комьо | (2) Комьо | (2) Комьо | (2) Комьо |  |  |              |              |              |              |              |              |  |  |             |             |             |             |             |             |  |  |                     |                     |                     |                     |                     |                     |  |  | Садацуне           | Садацуне           | Садацуне           | Садацуне           | Садацуне           | Садацуне           |  |  |  |  |
|  |  |           |           |           |           |           |           |  |  |              |              |              |              |              |              |  |  |             |             |             |             |             |             |  |  |                     |                     |                     |                     |                     |                     |  |  |                    |                    |                    |                    |                    |                    |  |  |  |  |
|  |  | Тьодзьохо | Тьодзьохо | Тьодзьохо | Тьодзьохо | Тьодзьохо | Тьодзьохо |  |  | (4) Ґо-Коґон | (4) Ґо-Коґон | (4) Ґо-Коґон | (4) Ґо-Коґон | (4) Ґо-Коґон | (4) Ґо-Коґон |  |  | (5) Ґо-Ен'ю | (5) Ґо-Ен'ю | (5) Ґо-Ен'ю | (5) Ґо-Ен'ю | (5) Ґо-Ен'ю | (5) Ґо-Ен'ю |  |  | (6 / 100) Ґо-Комацу | (6 / 100) Ґо-Комацу | (6 / 100) Ґо-Комацу | (6 / 100) Ґо-Комацу | (6 / 100) Ґо-Комацу | (6 / 100) Ґо-Комацу |  |  | (101) Сьоко        | (101) Сьоко        | (101) Сьоко        | (101) Сьоко        | (101) Сьоко        | (101) Сьоко        |  |  |  |  |
|  |  |           | Тьодзьохо | Тьодзьохо | Тьодзьохо | Тьодзьохо | Тьодзьохо |  |  | (4) Ґо-Коґон | (4) Ґо-Коґон | (4) Ґо-Коґон | (4) Ґо-Коґон | (4) Ґо-Коґон | (4) Ґо-Коґон |  |  | (5) Ґо-Ен'ю | (5) Ґо-Ен'ю | (5) Ґо-Ен'ю | (5) Ґо-Ен'ю | (5) Ґо-Ен'ю | (5) Ґо-Ен'ю |  |  | (6 / 100) Ґо-Комацу | (6 / 100) Ґо-Комацу | (6 / 100) Ґо-Комацу | (6 / 100) Ґо-Комацу | (6 / 100) Ґо-Комацу | (6 / 100) Ґо-Комацу |  |  | (101) Сьоко        | (101) Сьоко        | (101) Сьоко        | (101) Сьоко        | (101) Сьоко        | (101) Сьоко        |  |  |  |  |
|  |  |           |           |           |           |           |           |  |  |              |              |              |              |              |              |  |  |             |             |             |             |             |             |  |  |                     |                     |                     |                     |                     |                     |  |  |                    |                    |                    |                    |                    |                    |  |  |  |  |
|  |  | Дзюнсінай | Дзюнсінай | Дзюнсінай | Дзюнсінай | Дзюнсінай | Дзюнсінай |  |  |              |              |              |              |              |              |  |  |             |             |             |             |             |             |  |  |                     |                     |                     |                     |                     |                     |  |  | Оґава              | Оґава              | Оґава              | Оґава              | Оґава              | Оґава              |  |  |  |  |
|  |  | Дзюнсінай | Дзюнсінай | Дзюнсінай | Дзюнсінай | Дзюнсінай | Дзюнсінай |  |  |              |              |              |              |              |              |  |  |             |             |             |             |             |             |  |  |                     |                     |                     |                     |                     |                     |  |  | Оґава              | Оґава              | Оґава              | Оґава              | Оґава              | Оґава              |  |  |  |  |